# Pera pulchrifolia
Pera pulchrifolia là một loài thực vật có hoa trong họ Peraceae. Loài này được Ducke mô tả khoa học đầu tiên năm 1937.